# Sacramento (Kentucky)
Sacramento es una ciudad ubicada en el condado de McLean en el estado estadounidense de Kentucky. En el Censo de 2010 tenía una población de 468 habitantes y una densidad poblacional de 434,36 personas por km².

## Geografía
Sacramento se encuentra ubicada en las coordenadas 37°24′59″N 87°16′2″O / 37.41639, -87.26722. Según la Oficina del Censo de los Estados Unidos, Sacramento tiene una superficie total de 1.08 km², de la cual 1.08 km² corresponden a tierra firme y (0%) 0 km² es agua.

## Demografía
Según el censo de 2010, había 468 personas residiendo en Sacramento. La densidad de población era de 434,36 hab./km². De los 468 habitantes, Sacramento estaba compuesto por el 94.02% blancos, el 4.06% eran afroamericanos, el 0% eran amerindios, el 0% eran asiáticos, el 0% eran isleños del Pacífico, el 0.43% eran de otras razas y el 1.5% pertenecían a dos o más razas. Del total de la población el 1.07% eran hispanos o latinos de cualquier raza.